# 集団選挙区制
集団選挙区制（しゅうだんせんきょくせい、英: Group representation constituency、GRC ）は、シンガポールの国会議員総選挙で採用されている選挙区制度。日本語ではグループ選挙区制と訳される場合もある。

## 概要
シンガポールの国会議員総選挙においては、全土を1つの選挙区から1人だけ当選者を選出する小選挙区と、1つの選挙区から3～6人を選出する集団選挙区に区割りする。そして、集団選挙区では有権者は候補者ではなく政党に投票し、得票数の最も多かった政党がその選挙区の議席を総取りする（勝者総取り方式）。これが集団選挙区制である。選挙に臨む政党は、各集団選挙区ごとに定数分の立候補者を集めたグループを用意しなくてはならない。
シンガポール政府は、集団選挙区制の導入の理由を、国民の75%以上を占める中華系以外の民族の議員を国会に選出するためとしており、実際に「民族クオータ制」という、中華系以外の候補者を1人以上立候補者グループに登録しなくてはならない制度を導入している。一方で、その特性ゆえ与党の人民行動党の一党優位制を保障するシステムにもなっており、議員定数及び区割りは選挙区割り見直し委員会（EBRC）の諮問に基づいて首相が決定するため、区割りも与党有利になっているという指摘もある。
現在の議会選挙法 (the Parliamentary Elections Act) では、総選挙の全選挙区のうち少なくとも8選挙区は小選挙区でなくてはならず、集団選挙区から選出される議員の数は、国会議員の総数の4分の1以上である必要があるとしている。この法律に基づき、小選挙区と集団選挙区の数が決定される。2020年の選挙では、14の選挙区と17の集団選挙区が設置され、集団選挙区の議席は4人または5人に設定された。

## 歴史
集団選挙区制は、1988年6月1日に、シンガポール共和国憲法の改正及び議会選挙法改正によって導入された。
導入の目的として挙げられたのは、国会において中華系以外の議員が一定の割合を占めることを保障し、単一民族ではなく多民族によって構成される国会を目指すというものであった。導入にあたっての国会内での議論で、当時の副首相・国防大臣であったゴー・チョクトンは、1982年7月に首相のリー・クアンユーと国会の多民族性を確保する必要性について初めて話し合ったという。その時、リー・クアンユーは、若いシンガポール人は民族的なバランスの取れた国会であることの重要性について無関心であり、それは国会での少数派民族の不足に繋がるとして懸念を示した。
この際、立候補者を2人1組のペアとし、その内の1人は中華系以外とするという制度も検討された。しかし、マレー系の国会議員が、それでは自分たちの力で当選できないと主張し、それを受けて政府も、この制度はマレー系議員の自信と自尊心を失わせることに繋がると考え、この案は取り下げとなった。最終的に政府は、国会で中華系以外の議員の議席数を確保する最善の方法は集団選挙区制であると結論付け、1988年に導入され現在に至っている。

## 制度の詳細

### 区割り
小選挙区と集団選挙区の総数・割合は固定されておらず、各選挙区の総数や区割り、名称は首相が政府官報で通知することで随時指定される。

2011年の総選挙における選挙区の区割り。ピンクが小選挙区、黄色が定数4人の集団選挙区、緑色が定数5人の集団選挙区、青色が定数6人の集団選挙区。

1955年の選挙以降、選挙区割り見直し委員会 (EBRC) が、選挙区の数や区割りについて政府幹部に助言することが憲法・法律で定められており、通常、選挙の直前に助言が行われる。この数十年間、委員会の議長は内閣官房長官が務めており、他に4人のメンバーが在任している。なお、委員会の助言を受け入れるかどうかは内閣の判断となる。
EBRCは、各選挙区の有権者が2万人から3万6千人ごとに1人の議員が選出されるように区割りの見直しを行う。単純な線ではなく丘の尾根や川、道路を境界として使用したり、1963年にはEBRCが各選挙区の有権者の数の差が20%（1980年に30%に変更）を超えないようにする規則を制定するなど、「一票の格差」ができるだけ少なくなるよう調整がなされている。
現在の議会選挙法では、全選挙区のうち少なくとも8選挙区は小選挙区でなくてはならず、集団選挙区から選出される議員の数は、国会議員の総数の4分の1以上である必要があるとされている。

### 立候補者

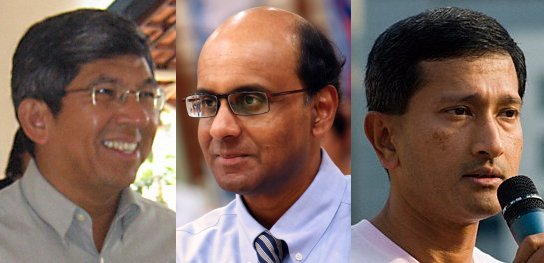
Yaacob Ibrahim 、 Tharman Shanmugaratnam 、 Vivian Balakrishnan。いずれも集団選挙区を通じて選出された、中華系でない少数派民族の国会議員である。

各政党は、各集団選挙区ごとにその選挙区の定数と同じ人数の候補者を集め、グループを作らなくてはならない。グループの立候補者は、同じ政党のメンバーである必要があり（無所属候補同士がグループを形成する場合もある）、中華系以外の民族の候補者を1人以上登録しなくてはならない。各候補者は、例えば自分がマレー系であると認識しており、それがコミュニティに受け入れられていれば、「マレー系」と見なされる。最終的に候補者がどの民族に属しているかを決定するのは、大統領によって任命された「マレーコミュニティ委員会」と「インドおよびその他のマイノリティコミュニティ委員会」であり、この決定にはいかなる理由があっても訴えを起こすことができない。

### 投票・当選者の決定
集団選挙区では、候補者名ではなく政党名で投票され、最多得票の政党が擁立した立候補者グループがその選挙区の議席を総取りする「勝者総取り方式」に基づいて当選者が決定される。
議員の死亡や辞任によって、集団選挙区の議席に空席が発生しても、通常は補欠選挙は行われない。補欠選挙が行われるのは、集団選挙区の全議席が空席となった場合のみであり、そのような状況となった場合、首相は総選挙が近くない限り、妥当な期間内に補欠選挙を実施する義務がある。

### 制度の改正・近年の動向
集団選挙区制が導入された最初の選挙である1988年の総選挙では、39の選挙区のうち13選挙区が集団選挙区（全て定数3人）とされ、国会の81議席のうち39議席を集団選挙区の当選者が占めた。
1991年には、憲法と議会選挙法の改正によって集団選挙区の議員の最大数が4人に、1996年には同様に6人へと増加した。2001年の選挙では、定数3人及び4人の集団選挙区が、それぞれ5人及び6人へと置き換えられ、定数5人の集団選挙区が9つ、6人の集団選挙区が5つ設定された。
2009年5月27日、政府は集団選挙区の数と定数を変更すると発表した。次の選挙区割り見直し委員会が任命された時、定数6人の集団選挙区を減らし、集団選挙区の平均定数を減少させるように指示するものであった。当時の平均定数は5.4人であったが、この変更が適用されれば5人を下回るだろうとされた。また同時に、有権者数増加に対応するため、小選挙区を12以上設定することが選挙区割り見直し委員会の規定に明記された。実際に、2011年の国会議員選挙では、12の小選挙区と15の集団選挙区が設けられた。
2011年の選挙では、建国以来初めて集団選挙区で人民行動党以外の政党（シンガポール労働者党）が勝利した。
2015年の選挙からは、過度な集団選挙区制への批判を受けて、以下のような変更が行われた。
- 直近の総選挙で野党が勝利した選挙区の区割は変更しない。
- 域内の人口動態を反映し、隣接選挙区との境界線を調整する。
- 与党の得票率が低い小選挙区を集団選挙区に統合する。
- 与党の得票率が高い集団選挙区の一部を小選挙区として分離する。

同年の選挙では、国会の定数89のうち、約85%にあたる76人を集団選挙区で当選した議員が占めた。
2020年の選挙では、シンガポール労働者党が2つの集団選挙区で勝利を収めた。

## 利点・問題点

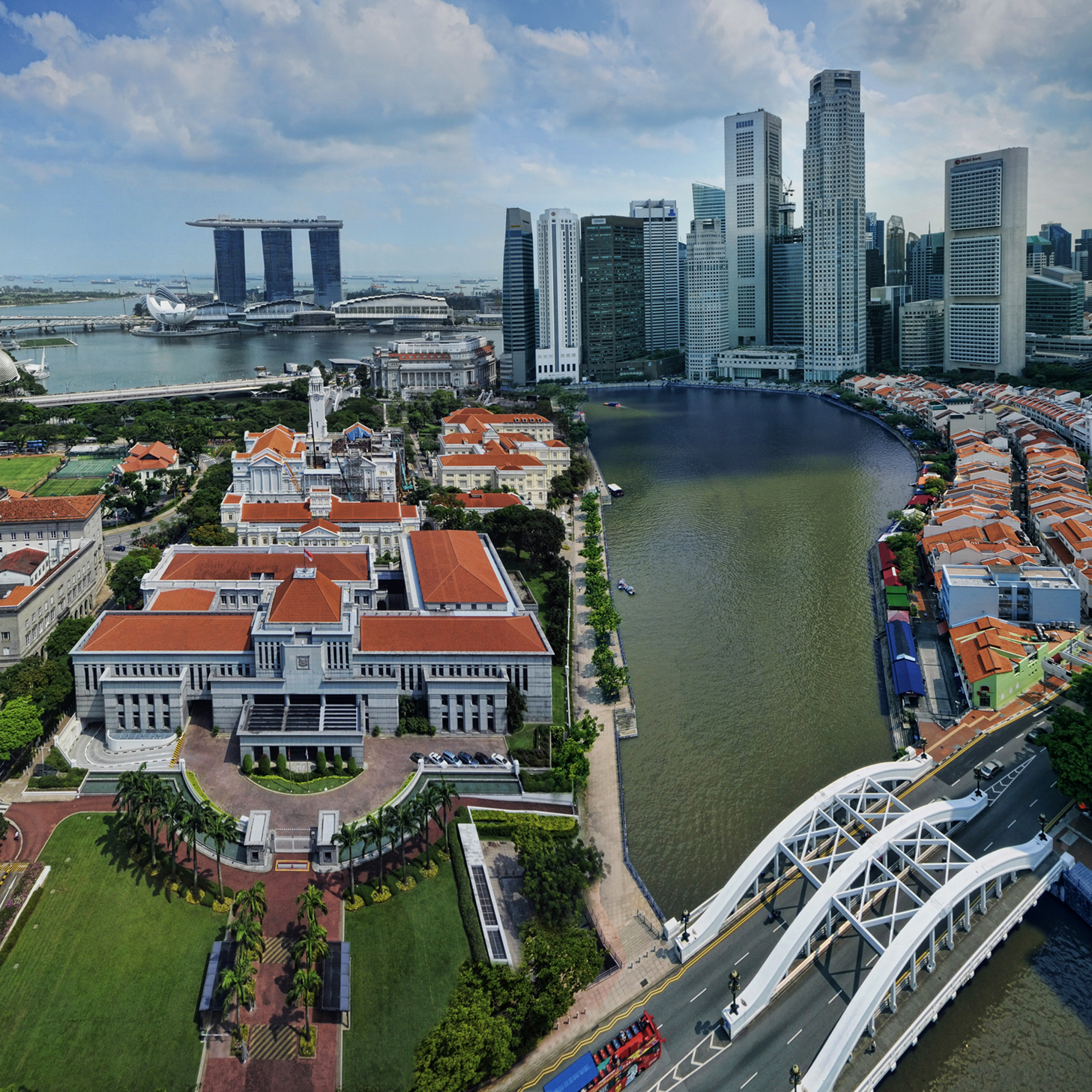
シンガポールの国会議事堂の航空写真

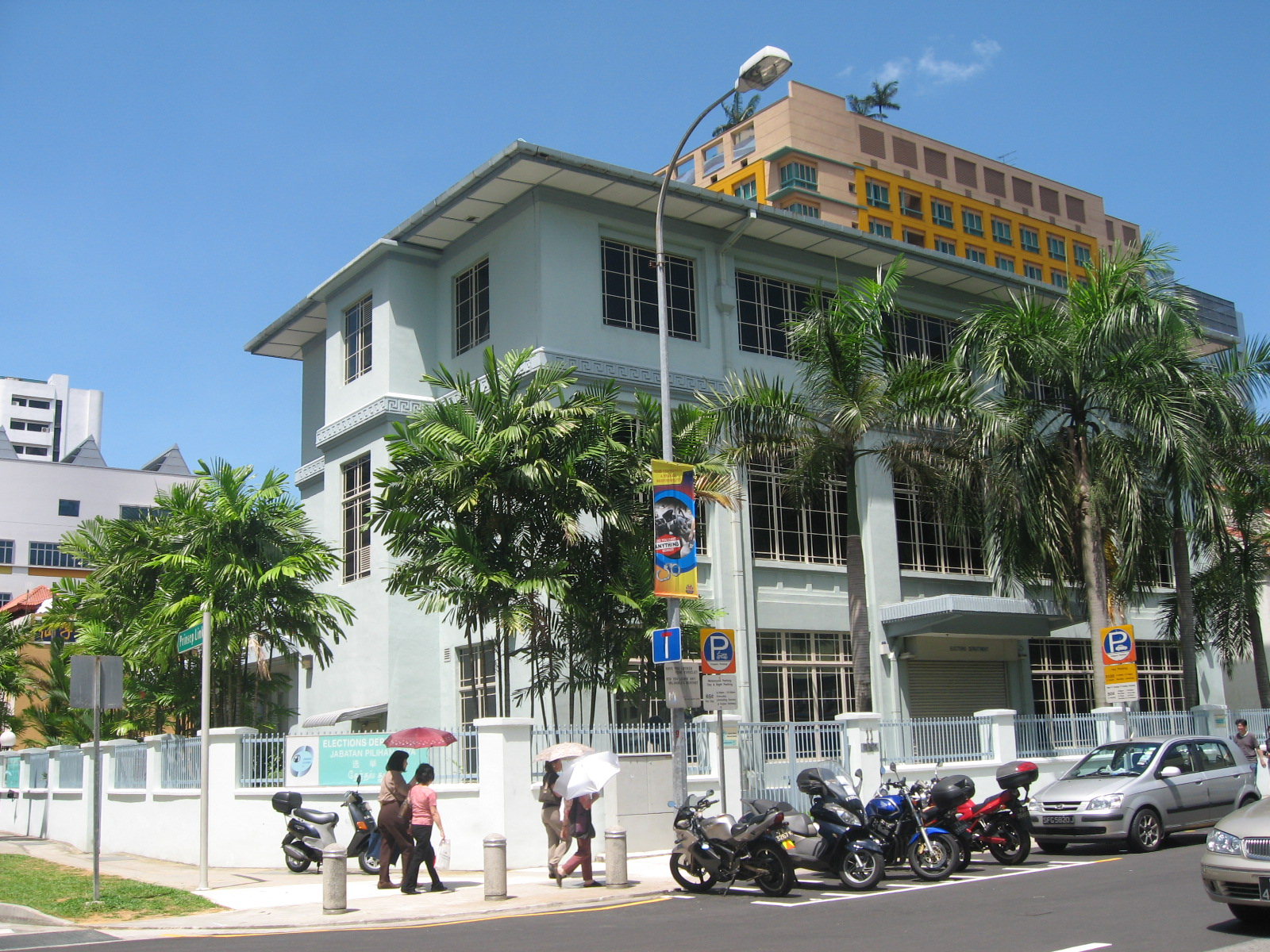
シンガポールでの選挙の実施を管理する選挙局の建物

### 利点
- 国会に中華系以外の議員を一定数確保し、少数派民族の利益が議会に代表されることを保障することができる。
- 選挙区の人口増につれて有権者の数も増えると、1人の国会議員では選挙区の全ての主張を代表することが難しくなる。多様な民族で構成された国会議員のチームであれば、より多くの、幅広い有権者の意見を拾い上げることができる。

### 問題点
- 「中華系以外の議員の人数を確保する」という、本来の目的から逸脱しているという批判は根強い。元々シンガポール国会では、少数派民族が過小評価されているということはなく、1981年の総選挙ではシンガポール労働者党所属のタミル系候補者であるジョシュア・ベンジャミン・ジェヤレトナム（英語版）が中華系の地盤であるアンソン選挙区での補欠選挙で勝利しており、1984年には人種差別的な主張をした中華系議員が落選している（さらに、そのうち1人は少数派民族の候補者に敗北した）。また、1955年の総選挙でも、ユダヤ系のデヴィッド・マーシャルが当選し、首席大臣に就任している。近年は導入当初と比べ集団選挙区の平均定数が増加しているが、これも集団選挙区内における少数派の影響力を相対的に小さくしている。
- 集団選挙区制が、事実上人民行動党の一党支配を支持するシステムとして機能している。人民行動党の集団選挙区の立候補者グループには、支持を集めるベテラン議員が必ず在籍しており、新人候補者であっても当選しやすくなっている。また、各政党は定数分の候補を擁立する必要があり、小規模な野党には不利となる[7]。供託金も国会議員に支払われる給与の8%（2011年の選挙では約16,000シンガポールドル、現在の日本円で約160万円）と定められており、集団選挙区内の全投票数の8分の1に届かなければ没収されてしまう。現在までに総選挙で当選したことのある野党はシンガポール労働者党のみである。
- 小選挙区では1区につき1人しか当選しないのに対し、集団選挙区では1区から同じ政党の候補者が4～6人国会に送り込まれるため、小選挙区と集団選挙区では有権者の持つ票の重みが大きく異なる。
- 各選挙区の有権者の数の差を30%まで許容しているため、同じ定数の集団選挙区でも有権者数の差によって一票の格差が生じる。
- 批判者は、同政党の複数の候補者がグループで立候補する集団選挙区においては、得票数を確保できる人気のある候補者がいれば、そうでない候補者の当選も確実なものにできるため、一部の候補者の信頼性や説明責任が低下すると指摘している。また、有権者と候補者の関係が、個人対個人ではなく個人対グループとなるため、有権者と候補者の関係性が薄れるという批判もある。批判を受け、2009年には小選挙区を増やし集団選挙区を減らす提案がなされている。
- 中華系以外の少数派の候補は、自分の実力で当選したのか、それとも制度に助けられて当選したのかが分からなくなり、自尊心が損なわれる可能性がある。